# The Beatles' Million Sellers
EPs par The Beatles
Beatles for Sale (No. 2)
(1965) Yesterday
(1966)
The Beatles' Million Sellers est le dixième EP des Beatles. Contrairement à la plupart de ses prédécesseurs, qui reprenaient de morceaux choisis des albums du groupe, celui-ci reprend leurs quatre premiers singles à avoir dépassé le million de ventes aux États-Unis.
L'EP sort le 6 décembre 1965 et connaît un succès relatif : s'il se classe en tête des ventes dans ce format durant plusieurs semaines, les ventes restent faibles comparées aux premiers disques de ce type publiés par les Beatles.

## Histoire

### Enregistrement
À la fin de l'année 1965, les Beatles attirent les foules et ancrent leur gloire dans la durée : la Beatlemania n'est alors plus un phénomène passager. L'idée d'une compilation de leurs hits saisit EMI, et un EP semble le format idéal. L'idée n'est pas nouvelle puisqu'un disque intitulé Golden Hits, jamais sorti, était déjà prévu en 1964. Il est finalement décidé de publier sur EP les quatre premiers singles du groupe vendus à plus d'un million de copies au Royaume-Uni.
She Loves You, le premier hit (vendu à 1 600 000 exemplaires en décembre 1965), est enregistré le 1er juillet 1965 dans des circonstances assez peu documentées, fait inhabituel pour le groupe. I Want to Hold Your Hand suit le 17 octobre, après 17 prises.
Can't Buy Me Love suit le 29 janvier 1964, dans des circonstances particulières. Elle est enregistrée en France alors que le groupe est en tournée, et le travail est réalisé en quatre prises, en environ une heure. I Feel Fine est enregistrée durant les dernières sessions de l'album Beatles for Sale, et s'illustre surtout par le recours à un effet Larsen pour introduire la chanson.

### Parution
The Beatles' Million Sellers sort le 6 janvier 1965, au Royaume-Uni et au format monophonique uniquement. À ce moment, un cinquième single (A Hard Day's Night) a dépassé le million de ventes, et Day Tripper est sur le point de l'imiter, prouvant que le succès des Beatles reste fort.
Pourtant, le disque lui-même n'a qu'un succès mitigé. Il se classe deux fois deux semaines en tête des ventes d'EP au Royaume-Uni, en février et en mars 1966, et reste dans les charts de ce format durant 26 semaines, mais ne rentre pas dans les charts de singles comme les premiers opus du groupe.
La photo de couverture est de Robert Whitaker (en). C'est un cliché différent de la photo du printemps de sa série sur les quatre saisons qui a orné la pochette du disque américain Beatles '65 où les membres du groupe tiennent des ressort dans les mains. Le mot « spring » en anglais signifie autant cette saison que cette pièce mécanique.

## Analyse musicale
The Beatles' Million Sellers contient quatre chansons : trois sont parues uniquement en single, tandis que Can't Buy Me Love est parue en single ainsi que sur l'album A Hard Day's Night. Les chansons sont présentes sur l'EP dans l'ordre de leur sortie. Les deux premières, She Loves You et I Want to Hold Your Hand sont d'immenses succès. La première est en effet le plus gros hit de la décennie tandis que la seconde est le titre qui fait éclater la Beatlemania aux États-Unis. Dans les deux cas, il s'agit de chansons d'amour qui se distinguent par les voix conjuguées du duo Lennon/McCartney qui a coécrit les chansons. She Loves You est par ailleurs la chanson qui lance la mode de l'usage du mot « yeah », et avec lui, la mode française des yéyés.
Can't Buy Me Love est une composition du seul Paul McCartney à une époque où John Lennon est le plus prolifique du duo. McCartney la chante seul (sa voix étant parfois doublée), à une époque ou le groupe se distingue par ses harmonies vocales travaillées. La chanson s'illustre également par son solo de guitare que le musicologue Allan Pollack considère comme un des meilleurs solos de George Harrison sur cette période.

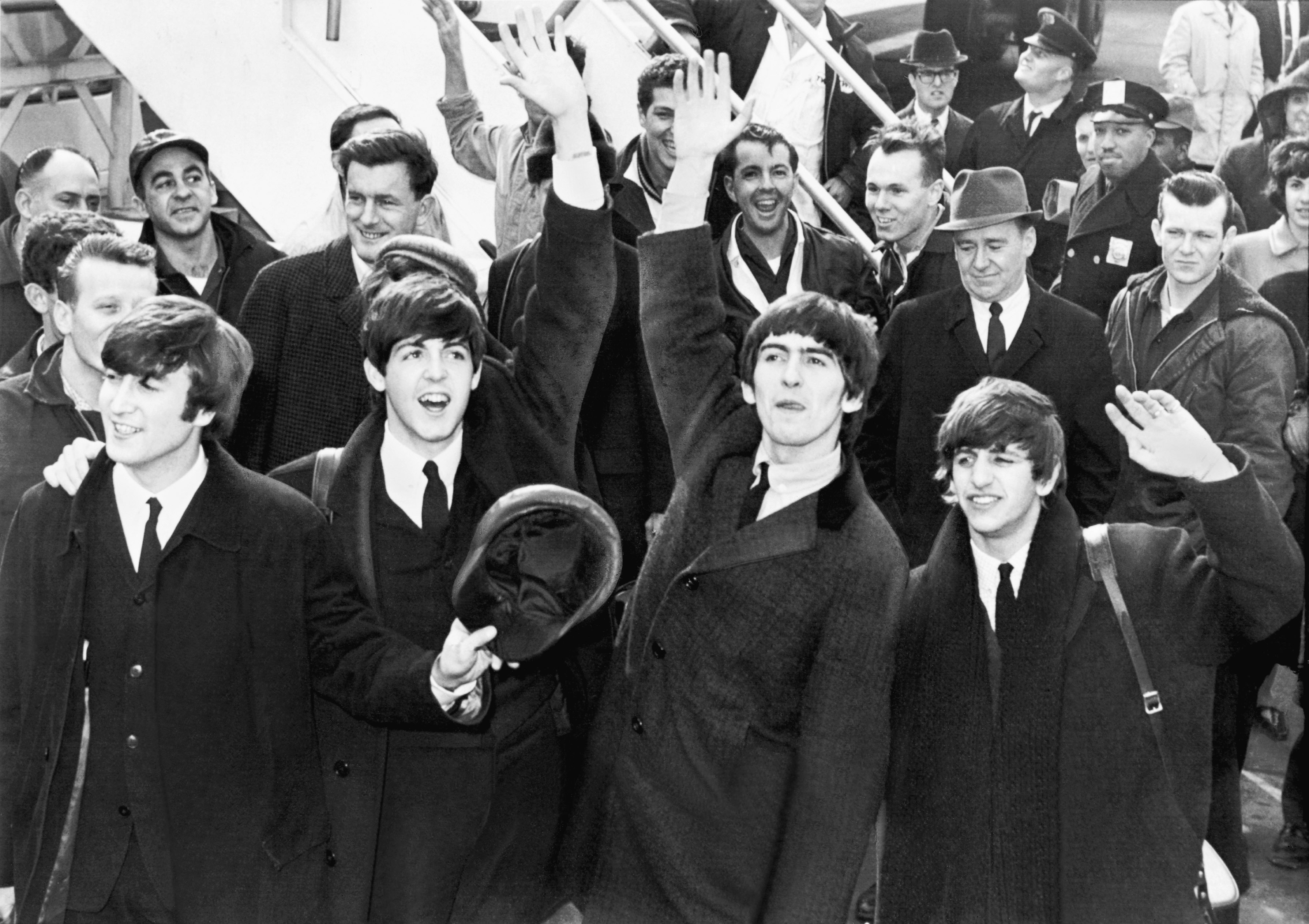
Les quatre chansons de l'album sont les singles qui ont accompagné et amplifié la Beatlemania fin 1963 et en 1964.

Enfin, I Feel Fine est une composition de Lennon durant l'enregistrement de l'album Beatles for Sale qui remporte rapidement les suffrages du groupe pour être utilisée comme single. La chanson est bâtie autour d'un riff de guitare caractéristique que jouent Lennon et Harrison. Cependant, la principale marque de la chanson est une innovation technique : un effet de feedback (le premier enregistré, selon Lennon) introduit en effet la piste de façon originale.

## Fiche technique

### Liste des chansons
| 1. | She Loves You            | Lennon/McCartney | John Lennon et Paul McCartney | 2:17 |
| 2. | I Want to Hold Your Hand | Lennon/McCartney | John Lennon et Paul McCartney | 2:24 |

| 3. | Can't Buy Me Love | Lennon/McCartney | Paul McCartney | 2:11 |
| 4. | I Feel Fine       | Lennon/McCartney | John Lennon    | 2:25 |

### Interprètes
- John Lennon : chant, guitare rythmique
- Paul McCartney : chant, guitare basse
- George Harrison : chœurs, guitare solo
- Ringo Starr : batterie

### Équipe de production
- George Martin : producteur
- Norman Smith : ingénieur du son
- Geoff Emerick : ingénieur du son